# Piper subpedale
Piper subpedale är en pepparväxtart som beskrevs av Trel. & Yunck.. Piper subpedale ingår i släktet Piper och familjen pepparväxter. Inga underarter finns listade i Catalogue of Life.